# Božidar Ćurčić
Božidar Petar Milorad Ćurčić (serbisch-kyrillisch Божидар Петар М. Ћурчић; * 3. Juli 1946 in Belgrad, Jugoslawien; † 12. November 2015) war ein jugoslawischer bzw. serbischer Biologe.

## Leben
Von 1965 bis 1969 studierte er Biologie an der Universität Belgrad. 1976 erfolgte die Promotion und er wurde Assistenzprofessor an der Fakultät für Biologie der Universität Belgrad. Dort war er ab 1981 außerordentlicher, ab 1988 ordentlicher Professor.
Er ist (teils gemeinsam mit weiteren Biologen) Erstbeschreiber zahlreicher Arten von Pseudoskorpionen, darunter hauptsächlich in Südosteuropa heimischer Arten, aber auch der in Israel endemischen Art Ayyalonia dimentmani, sowie mehrerer Arten von Doppelfüßern.
2001 wurde er zum auswärtigen Mitglied der Bulgarischen Akademie der Wissenschaften gewählt.

## Veröffentlichungen (Auswahl)

### Bücher
- Arachnoidea, Band 3.4.2. des Catalogus faunae jugoslaviae, 1974
- Cave-dwelling pseudoscorpions of the Dinaric Karst, 1988
- (mit Christo Deltschew und Gergin Blagoew): The spiders of Serbia, 2003, ISBN 86-7078-020-8

### Artikel in Büchern und Zeitschriften
- A new cavernicolous species of the pseudoscorpion genus Roncus L. Koch, 1873 (Neobisiidae, Pseudoscorpiones) from the Balkan Peninsula, in: International Journal of Speleology, Jg. 5.1973, S. 127–134.
- (mit Walter Sudhaus u. a.):  Rhabditophanes schneideri (Rhabditida) phoretic on a cave pseudoscorpion, in: Journal of Invertebrate Pathology, Jg. 99.2008, S. 254ff